# Егоров, Дмитрий Борисович
Дми́трий Бори́сович Его́ров (при рождении — Дми́трий Оле́гович Во́лков; 18 января 1970, Москва — 20 октября 2002, там же) — советский киноактёр и экономист. Получил известность, исполнив роль Димы Сомова в фильме Ролана Быкова «Чучело» (1983).

## Биография
Родился 18 января 1970 года в Москве в семье переводчика посольства СССР в Индии Олега Николаевича Волкова (род. 1940) и актрисы Натальи Николаевны Кустинской (1938—2012). Приёмный сын космонавта Бориса Егорова (третьего мужа Кустинской). В возрасте 13 лет единственный раз в жизни снялся в кино, исполнив роль Димы Сомова в подростковой психологической драме Ролана Быкова «Чучело».
По воспоминаниям Кустинской, Ролан Быков долго не мог найти актёра на роль в своём фильме. Увидев Митю, он показал на него и сказал: «Мне нужен этот мальчик. У него серьёзное лицо и капризная губа!». Родители Мити были против того, чтобы он имел отношение к кино, но его отец в это время был в Америке, а матери Быков просто сказал: «Тебя вообще никто не спрашивает!».
В 1991 году, ещё будучи студентом, Дмитрий женился. Его жена, Наталья, работала у Иосифа Кобзона заведующей юридическим отделом. Вскоре у пары родился сын, однако ребёнок умер в семимесячном возрасте от последствий тяжёлой болезни — у мальчика была гидроцефалия. После смерти сына жена Егорова стала пить, и они развелись.
В 1993 году Дмитрий окончил экономический факультет МГИМО. Участвовал в Октябрьских событиях, был ранен ОМОНовской пулей в районе Останкинской телебашни.
20 октября 2002 года Дмитрий Егоров вышел прогуляться и не вернулся. Он скончался на 33-м году жизни. Актриса Наталья Варлей в своих мемуарах «Канатоходка» описала последние годы жизни Дмитрия Егорова. По её словам, он страдал наркоманией и был болен СПИДом:

Митина судьба закончилась трагически. Во-первых, в Боткинской в инфекционном отделении он оказался, потому что у него обнаружился СПИД. Во-вторых, он и не думал завязывать с наркотиками…

Он вышел из больницы. И вскоре умер. Наташа (Кустинская) рассказывала всем, что его убили. Это, конечно, не так. Если и «убили», то только наркотики.

Семейное захоронение Кустинских на Кунцевском кладбище Москвы

Похоронен рядом с матерью и дедом на Кунцевском кладбище Москвы (участок 8).

## Фильмография
| Год  |   | Название | Роль       |
| ---- | - | -------- | ---------- |
| 1983 | ф | Чучело   | Дима Сомов |